# J・J・テイラー
ジョセフ・ジャスティン "J・J・" テイラー（Joseph Justyn "J.J." Taylor、1998年1月4日 - ）は、アメリカ合衆国コネチカット州ブリッジポート出身のアメリカンフットボール選手。ポジションはランニングバック（RB）。NFLのヒューストン・テキサンズに所属している。
また、EスポーツのプロリーグロケットリーグのTeam Oxygenのプレイヤー。
カレッジフットボールでは、アリゾナ大学でプレーし、ドラフト外フリーエージェントとして、ペイトリオッツと契約した。

## 大学入学以前
テイラーは、カリフォルニア州コロナにあるセンテニアル高校を2016年に卒業した。ディフェンシブバックからランニングバックにポジションを変えた後、彼はCalHiSports.comによって州のトップオフェンシブプレーヤーとしてミスターフットボールに選ばれた。また、彼はオールインランドの先発チームに選ばれた。また、彼はブルーグレーのオールアメリカンにも選ばれた。彼はシニアイヤーに2,290ヤードを走り、44回のタッチダウンを記録した。Scout.com、Rivals.com、247 Sportsから3つ星を獲得した。テイラーは、ワシントン州立大学、ネバダ大学、オハイオ大学、モンタナ州立大学、サクラメント州立大学、ウェーバー州立大学から多数のオファーを受けた。テイラーは、最終的に2015年にアリゾナ大学に入学することを決めた。

## 大学時代

### 2016年シーズン
彼は、フレッシュマンイヤーに怪我をするまでに、4試合に出場した。テイラーは、アリゾナ大学の初戦だったBYUとの対戦で、ほとんどプレーしなかったにもかかわらず、38回のキャリーでラン獲得ヤード261ヤードと2回のラッシングタッチダウンを記録した。テイラーはハワイ大学戦では、37キャリーで合計ラン獲得ヤード267ヤード、2タッチダウンをあげ、2016年シーズン最高の成績を残した。テイラーは、ワシントン大学戦で負傷するまでに、期待のフレッシュマンとして十分と言える活躍をしていた。

### 2017年シーズン
カリフォルニア州コロナ出身のレッドシャツのフレッシュマンであるテイラーは、12試合すべてに出場し、ラン獲得ヤード828ヤード（1キャリー平均6.1ヤード）、1試合平均獲得ヤード69.0ヤード、5タッチダウンを獲得して、Pac-12のトップフレッシュマンラッシャーだった。彼はワシントン州立大学戦では、キャリア最高の14 キャリー（平均 10.9）でラン獲得ヤード153 ヤード、2タッチダウンを記録した。テイラーはアリゾナ大学のランゲームに大きく貢献し、ゲームあたり平均ラン獲得ヤード324.4ヤード（FBSで 3 位）、48ラッシングタッチダウンを記録した。アリゾナ大学は300ヤード以上を7回ラッシングで記録し、その中には500ヤード以上のゲームが2つあり、オレゴン州立大学戦では、UAのシングルゲーム記録である534ヤードを樹立した。彼は、Pac-12オフェンシブ フレッシュマン・オブ・ザ・イヤーを受賞した。

### 2018年シーズン
テイラーは、2018年7月にドーク・ウォーカー賞のウォッチリストに追加された。南ユタ大学戦では、テイラーはキックオフリターンタッチダウンを記録した。レッドシャツの2年生シーズンを通して、彼は、1,434ヤードを走り、レシーブ獲得ヤード49ヤード、および合計7タッチダウンで終えた。 

### 2019年シーズン
2019年、レッドシャツのジュニアイヤーに、テイラーはラン獲得ヤード721ヤード、5タッチダウンを記録した。2019年11月19日、テイラーは4年生シーズンをプレーせず、2020 年のNFLドラフトに参加することを発表した。

### 大学時代の成績
| シーズン | チーム       | クラス   | ラッシング | ラッシング | ラッシング     | ラッシング | レシービング | レシービング | レシービング   | レシービング | スクリメージ | スクリメージ | スクリメージ   | スクリメージ |
| シーズン | チーム       | クラス   | 回数       | 獲得ヤード | 平均獲得ヤード | TD         | 回数         | 獲得ヤード   | 平均獲得ヤード | TD           | 回数         | 獲得ヤード   | 平均獲得ヤード | TD           |
| -------- | ------------ | -------- | ---------- | ---------- | -------------- | ---------- | ------------ | ------------ | -------------- | ------------ | ------------ | ------------ | -------------- | ------------ |
| 2016     | アリゾナ大学 | FR       | 38         | 261        | 6.9            | 2          | 2            | 16           | 8.0            | 0            | 40           | 277          | 6.9            | 2            |
| 2017     | アリゾナ大学 | FR       | 146        | 847        | 5.8            | 5          | 12           | 49           | 4.1            | 2            | 158          | 896          | 5.7            | 7            |
| 2018     | アリゾナ大学 | SO       | 255        | 1,434      | 5.6            | 6          | 16           | 133          | 8.3            | 0            | 271          | 1,567        | 5.8            | 6            |
| 2019     | アリゾナ大学 | JR       | 148        | 721        | 4.9            | 5          | 32           | 289          | 9.0            | 0            | 180          | 1,010        | 5.6            | 5            |
| キャリア | キャリア     | キャリア | 587        | 3,263      | 5.6            | 18         | 62           | 487          | 7.9            | 2            | 649          | 3,750        | 5.8            | 20           |

## プロキャリア

### ニューイングランド・ペイトリオッツ
| 5 ft 5+1⁄4 in (166 cm)      | 185 lb (84 kg) | 28+3⁄4 in (73 cm) | 8+1⁄2 in (22 cm) | 4.61 s | 4.15 s | 7.00 s | 34.5 in (88 cm) | 9 ft 10 in (3.00 m) | 19 回 |
| All values from NFL Combine |                |                   |                  |        |        |        |                 |                     |       |

テイラーは、2020年5月5日にドラフト外フリーエージェントとしてニューイングランド・ペイトリオッツと契約した。同年9月5日、チームからウェイバーにかけられ、翌日プラクティス・スクワッド契約を結んだ。同年9月7日にアクティブロスターに昇格した。
2022年8月30日、ウェイバーにかけられ翌日プラクティス・スクワッド契約を結んだ。11月5日にアクティブロースターに昇格したが11月21日にウェイバーされプラクティス・スクワッド契約を再び結んだ。2013年1月10日、フューチャー契約を結んだ。

### ヒューストン・テキサンズ
2023年11月1日、ヒューストン・テキサンズとプラクティス・スクワッド契約を結んだ。

## NFLのキャリア成績

### レギュラーシーズン
| 年       | チーム   | ゲーム | ゲーム | ラッシング | ラッシング | ラッシング     | ラッシング | ラッシング | レシービング | レシービング | レシービング   | レシービング | レシービング | ファンブル   | ファンブル |
| 年       | チーム   | 出場   | 先発   | 回数       | 獲得ヤード | 平均獲得ヤード | 最長       | TD         | 回数         | 獲得ヤード   | 平均獲得ヤード | 最長         | TD           | ファンブル数 | ロスト     |
| -------- | -------- | ------ | ------ | ---------- | ---------- | -------------- | ---------- | ---------- | ------------ | ------------ | -------------- | ------------ | ------------ | ------------ | ---------- |
| 2020     | NE       | 6      | 0      | 23         | 110        | 4.8            | 28         | 0          | 1            | 4            | 4              | 4            | 0            | 0            | 0          |
| 2021     | NE       | 5      | 0      | 19         | 37         | 1.9            | 15         | 2          | 4            | 8            | 2.0            | 5            | 0            | 1            | 1          |
| 2022     | NE       | 1      | 0      | 10         | 9          | 0.9            | 5          | 0          | 1            | 8            | 8              | 4            | 0            | 0            | 0          |
| キャリア | キャリア | 12     | 0      | 48         | 156        | 3.0            | 28         | 2          | 6            | 20           | 2.5            | 5            | 0            | 1            | 1          |